# Boveycantharis phoeniciensis
Boveycantharis phoeniciensis es una especie de coleóptero de la familia Cantharidae.

## Distribución geográfica
Habita en Siria.